# Jordan Burch
Jordan Isaiah Askew-Burch (Florence, 10 ottobre 2001) è un giocatore di football americano statunitense che milita nel ruolo di defensive end per gli Arizona Cardinals della National Football League (NFL).

## Carriera universitaria
Nella sua prima stagione a South Carolina nel 2020, Burch disputò 8 partite, mettendo a segno 10 tackle. Nel 2021 partì come titolare in una gara su 13, facendo registrare 26 placcaggi, un sack e un intercetto ritornato per 61 yard in touchdown. Nel 2022 partì come titolare in tutte le 13 partite, terminando con 60 tackle e 3,5 sack. A fine anno optò per trasferirsi a Oregon. Nel 2024 fu inserito nella terza formazione ideale della Big Ten Conference dopo un record in carriera di 8,5 sack.

## Carriera professionistica

### Arizona Cardinals
Burch fu scelto nel corso del terzo giro (78º assoluto) del Draft NFL 2025 dagli Arizona Cardinals.